# Шомлойская галушка

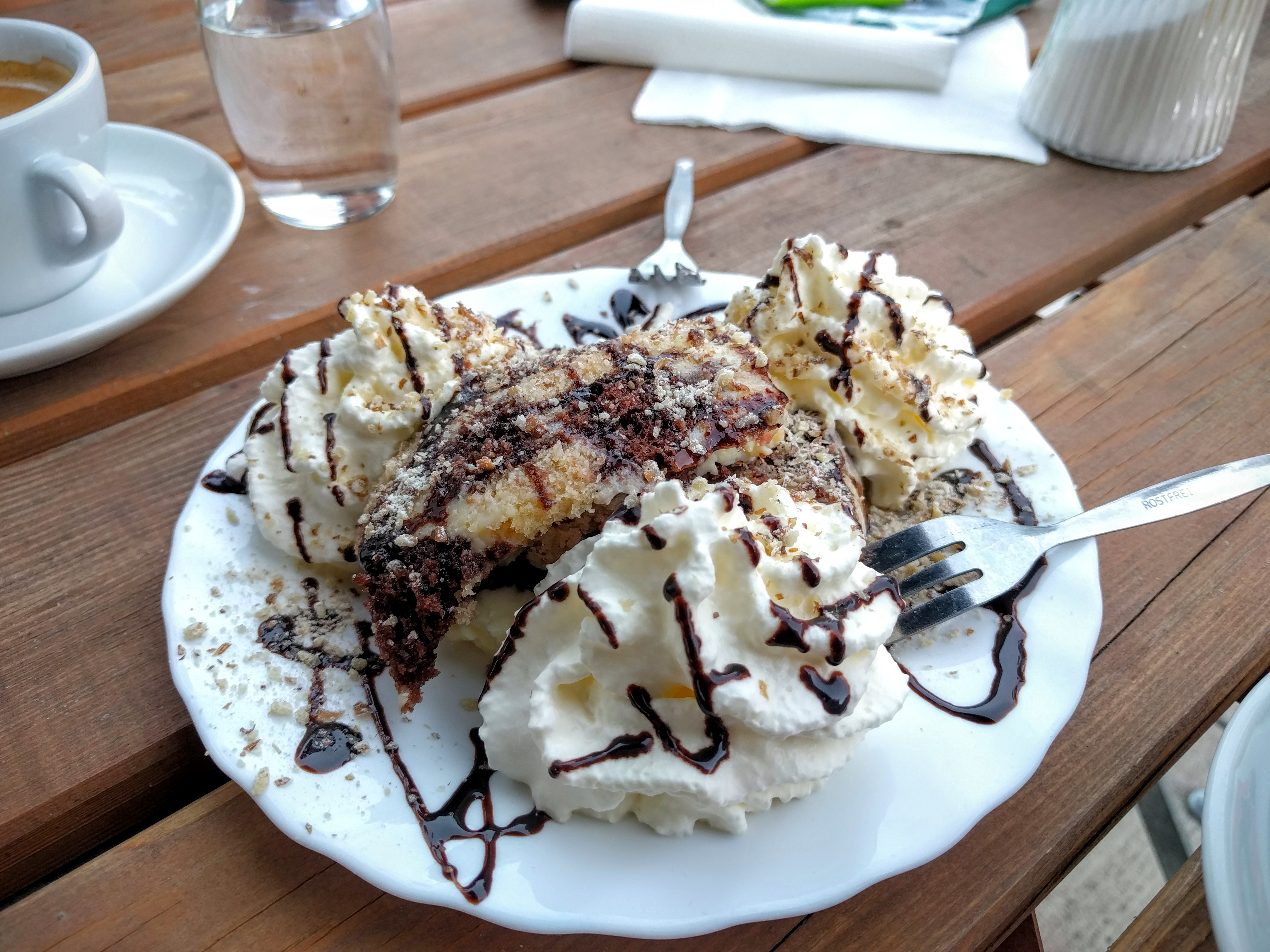
Порция «Шомлойской галушки»

Шомло́йская галушка (шомлои галушка, венг. somlói galuska) — венгерский десерт, сливочно-шоколадный бисквитный торт с особой формой подачи.
«Шомлойская галушка» также известна как «тирамису по-венгерски».
Рецепт торта «Шомлойская галушка» появился в 1950-е годы, автором выступил Карой Голлерич, в течение 16 лет служивший старшим официантом в ресторане Кароя Гунделя в Варошлигете, назвавший своё творение в честь горы вулканического происхождения Шомло в одноимённом винодельческом регионе. «Шомлойская галушка» состоит из трёх слоёв: нижний выпечен из бисквитного теста с добавлением молотых грецких орехов, а средний — с добавлением какао. Бисквитные слои по мере сборки торта пропитывают сначала ромовым сиропом, сваренным с лимонной и апельсиновой цедрой, посыпают молотыми грецкими орехами и замоченным накануне в роме изюмом и наконец промазывают ванильным заварным кремом. Верхний третий слой, без наполнителя, ещё промазывают малиновым или абрикосовым конфитюром. В заключение собранный торт посыпают какао. «Шомлойскую галушку» перед подачей режут на порционные квадраты, а также её принято выкладывать на тарелку столовой ложкой. Порцию торта покрывают взбитыми сливками и поливают шоколадной глазурью.